# La Chapelle-Saint-Géraud
La Chapelle-Saint-Géraud (La Chapèla Sent Geraud auf Okzitanisch) ist eine französische Gemeinde mit 196 Einwohnern (Stand 1. Januar 2022) im Département Corrèze in der Region Nouvelle-Aquitaine.

## Geografie
Die Gemeinde liegt im Zentralmassiv südlich der Dordogne  in der Xaintrie. Die Präfektur des Départements Tulle befindet sich gut 30 Kilometer nordwestlich und Argentat sieben Kilometer nördlich.
Nachbargemeinden von La Chapelle-Saint-Géraud sind Argentat-sur-Dordogne mit Argentat im Norden, Hautefage im Nordosten, Mercœur im Südosten, Reygade im Südwesten sowie Monceaux-sur-Dordogne im Nordwesten.

## Wappen
Blasonierung: In Silber zwei zugewendete rote Löwen zwischen denen ein grüner Palmenzweig aus einem liegenden blauen Halbmond wächst.

## Einwohnerentwicklung
| Jahr      | 1962 | 1968 | 1975 | 1982 | 1990 | 1999 | 2007 | 2016 |
| Einwohner | 296  | 307  | 276  | 249  | 219  | 226  | 216  | 201  |